# Hans Ulrich Stöckling
Hans Ulrich Stöckling (* 6. Januar 1941 in Gossau) ist ein Schweizer Politiker (FDP).

## Biografie
Von 1947 bis 1960 besuchte Stöckling die Primar- und Sekundarschule in Uznach und die Kantonsschule in St. Gallen, an welcher er die Matura Typ B absolvierte. Danach studierte er sieben Jahre an der Universität Zürich und ein Semester lang an der Freien Universität Berlin. In seiner Studienzeit wurde er Mitglied im Schweizerischen Zofingerverein. 1969 absolvierte er das Examen als Rechtsanwalt. Von 1980 bis 1987 war er Mitglied des Grossen Rates des Kantons St. Gallen, ab dem 1. Juli 1988 Regierungsrat des Kantons St. Gallen und hatte dabei das Erziehungsdepartementes unter sich. Im gleichen Jahr war er Präsident des Universitätsrates der Universität St. Gallen, bis 2002 Präsident der Fachhochschulen St. Gallen, Buchs und Rapperswil und Mitglied der Schweizerischen Hochschulkonferenz. Während eines Jahres von 1990 an war er Landammann des Kantons St. Gallen. Zwischen 1997 und 1999 war er Mitglied des Schweizerischen Wissenschaftsrates und 1999 Präsident der Fachhochschule Ostschweiz. Ab 1988 war er auch ein Mitglied des Stiftungsrates des Schweizerischen Nationalfonds zur Förderung der wissenschaftlichen Forschung, am 1. Januar 2008 wurde er dessen Präsident.

## Privates
Von 1977 bis 1988 war er Gemeindeammann von Jona. Er ist verheiratet und hat zwei Söhne, darunter Martin Stöckling.